# Хашпаппи
Ха́шпаппи (англ. hushpuppy — букв. «цыц, щенок») — традиционное блюдо на юге США, несладкие фриттеры из кляра на кукурузной муке с рубленым луком. Хашпаппи бывают в форме шарика, эллипса или рогалика, обычно их подают гарниром к рыбе, в частности, жареному сому, вместе с капустным салатом «коулсло» и картофелем фри. В обеих Каролинах хашпаппи сервируют к барбекю.
Тесто для хашпаппи замешивают на кукурузной муке или её смеси с пшеничной с яйцом, молоком, простоквашей, рубленым луком и разрыхляют его пекарским порошком или пищевой содой. Тесто раскатывают на шарики или формируют их ложкой и жарят во фритюре в жире или масле, предпочтительнее в том, где жарилась рыба. В зависимости от рецепта в тесто для хашпаппи добавляют сахар, измельчённые маринованные огурцы, свежую кукурузу, острый соус или ароматные травы.
По общепринятой, но не подтверждённой версии, хашпаппи появились в скудные времена после Первой мировой войны, название документировано в 1915 году, хотя бенье или крокеты из подслащенного кукурузного теста в Новом Орлеане жарили с начала XIX века. Их готовили из остатков кляра для жарки рыбы и в том же растительном масле, где жарилась рыба. Комочки жареного кляра рыбаки, охотники, повара на плантациях или владельцы уличных рыбных киосков бросали собиравшимся скулящим голодным собакам. Менеджер по продажам компании Hush Puppies Джим Мьюир (англ. Jim Muir) услышал слово «хашпаппи» во время обеда в Теннесси от друга, успокаивавшего с помощью хашпаппи своих собак, и решил, что оно могло бы стать удачным названием для бренда его новой повседневной обуви, призванной «унять» уставшие ноги. В менее известной версии происхождения жареных шариков «хашпаппи» так в южных штатах называли жаренных в кляре ящериц necturus punctatus, чтобы замаскировать неприглядный исходный продукт им ещё и придавали форму хлебной палочки или батончика.